# Ярылгачское газовое месторождение
Ярылга́чское га́зовое месторожде́ние (укр. Ярилгацьке газове родовище) — газовое месторождение, расположенное в Черноморском районе (Крым). Относится к Причерноморско-Крымской нефтегазоносной области. Ближайшие населённые пункты — сёла Межводное и Водопойное.

## Характеристика
Приурочено к северной зоне складок Тарханкутского полуострова в центральной части Каркинитско-Северо-Крымского прогиба. Поднятие было обнаружено в 1957-58 гг. Структура — субширотная асимметричная антиклиналь 6,0х1,5 км высотой до 20 м. Разведано в 1960—1982 гг. Первый приплыв газа получен с майкопских образований в интервале 217—220 м. Промышленные приплывы получены в трёх скважинах: Бакальской-2, Межводненской-4 и Ярылгачской-2. Залежи газа неполнопластные, склепинчастые. Газоносные песчаники и алевролиты на глубинах 211—250 м. Коллектор терригенный поровый. Рационально использовать для локальных нужд. Начальный запас газа из добываемой категории А+В+С1 — 98 млн м³.